# Жаманкулов, Серик Тугелбаевич
Серик Тугелбаевич Жаманкулов (каз. Серік Тугелбайұлы Жаманқұлов; род. 18 ноября 1983 года, Жанатас, Джамбульская область, Казахская ССР) — казахстанский мини-футболист, нападающий. Выступал за клуб «Кайрат» и сборную Казахстана.

## Карьера
Уроженец провинциального Жанатаса. В школьные годы играл в футбол, тренируясь в каратауской команде «Фосфорит», за которую играл старший брат — Ахат.
После школы переехал в Алматы и поступил в Казахскую академию транспорта и коммуникаций имени М. Тынышпаева. Участвуя в вузовских турнирах по футзалу, обратил на себя внимание руководства профессионального клуба «Ансар».
В 2009 году дебютировал в «Кайрате». В составе клуба 6 раз подряд (2010—2015) становился чемпионом Казахстана, 4 раза (2009, 2012, 2013, 2014) выигрывал Кубок Казахстана и дважды Суперкубок страны, выигрывал Межконтинентальный кубок (2014) и становился его финалистом (2015), был дважды обладателем Кубка УЕФА (2013, 2015) и его бронзовым призёром (2011), завоевал «золото» (2014) и «бронзу» (2015) Кубка Ерёменко (чемпионат среди лучших клубов СНГ).
В составе сборной Казахстана в феврале 2016 года стал бронзовым призёром чемпионата Европы по мини-футболу в Сербии. Забил во всех пяти матчах командам России, Хорватии (два), Италии, Испании и Сербии и с 6 голами разделил 1 — 5 места лучших бомбардиров чемпионата.

## Достижения
- Бронзовый призёр чемпионата Европы по мини-футболу 2016
- Дважды обладатель Кубка УЕФА (2013, 2015)
- Обладатель Межконтинентального кубка (2014)
- Финалист Межконтинентального кубка (2015)